# Aleksandr Serov
Aleksandr Nikolayevich Serov (tiếng Nga: Александр Николаевич Серов) là nhà soạn nhạc, nhà phê bình âm nhạc người Nga.

## Tiểu sử
Aleksandr Serov học luật, trở thành công chức nhưng cũng học âm nhạc. Bắt đầu làm việc phê bình âm nhạc từ năm 1851.

## Phong cách âm nhạc
Lĩnh vực sáng tác chủ yếu của Aleksandr Serov là opera. Serov đấu tranh cho những nguyên lý của chủ nghĩa hiện thực, mở rộng phạm vi đề tài của opera, nắm vững những thể loại như opera lịch sử-truyền thuyết, opera dân gian-sinh hoạt, tạo điều kiện cho sự phát triển của opera kinh điển Nga. Serov cũng là nhà kinh điển trong lĩnh vực phê bình âm nhạc. Những nét trong phê bình của ông là luôn tôn trọng tính lịch sử, kiên định và thẳng thắn trong suy luận, trình bày luận điểm rõ ràng, sáng sủa và học vấn cực kỳ uyên bác.

## Sáng tác
Aleksandr Serov đã sáng tác:
- 6 vở opera
- Nhiều tác phẩm cho dàn nhạc giao hưởng
- Các tác phẩm cho piano
- Những bản romance
- Các bản hợp xướng
- Các bản cải biên dân ca

Thêm vào đó là 300 bài phê bình, chuyên khảo âm nhạc.